# 런 (2014년 영화)
런(RUN)은 프랑스에서 제작된 필립 라코테 감독의 2014년 드라마 영화이다. 이삭 드 번콜 등이 주연으로 출연하였다.

## 출연

### 주연
- 이삭 드 번콜
- 라스마네 오우에드라오고
- 압둘 카림 코나테
- 아델라이드 쿠아타라